# Illkirch-Graffenstaden
Illkirch-Graffenstaden település Franciaországban, Bas-Rhin megyében. Lakosainak száma 27 339 fő (2022. január 1.). Illkirch-Graffenstaden Eschau, Fegersheim, Geispolsheim, Ostwald és Strasbourg községekkel határos.

## Népesség
A település népességének változása:
| Lakosok száma | 26 455 | 26 605 | 27 505 | 26 780 | 26 830 | 26 698 | 27 087 | 27 118 | 27 339 |
|               | 2013   | 2015   | 2016   | 2017   | 2018   | 2019   | 2020   | 2021   | 2022   |